# Mine de Centralia
La mine de Centralia est une mine à ciel ouvert de charbon située dans l'État de Washington dans le comté de Lewis à proximité de la ville de Centralia. La mine a commencé sa production en 1970 et l'a arrêté 27 novembre 2006. En 2001, 4 195 044 tonnes de charbon sous-bitumeux sont extrait de quatre puits.
Elle est détenue par TransAlta depuis 2000 et employée 650 personnes à sa fermeture.